# Acroneuria
Acroneuria is een geslacht van steenvliegen uit de familie borstelsteenvliegen (Perlidae). De wetenschappelijke naam van het geslacht is voor het eerst geldig gepubliceerd in 1841 door Pictet.

## Soorten
Acroneuria omvat de volgende soorten:
- Acroneuria abnormis (Newman, 1838)
- Acroneuria apicalis Stark & Sivec, 2008
- Acroneuria arenosa (Pictet, 1841)
- Acroneuria arida (Hagen, 1861)
- Acroneuria azunensis Stark & Sivec, 2008
- Acroneuria bachma Cao & Bae, 2007
- Acroneuria carolinensis (Banks, 1905)
- Acroneuria covelli Grubbs & Stark, 2004
- Acroneuria distinguenda Zwick, 1977
- Acroneuria evoluta Klapálek, 1909
- Acroneuria filicis Frison, 1942
- Acroneuria flinti Stark & Gaufin, 1976
- Acroneuria frisoni Stark & Brown, 1991
- Acroneuria grahami Wu & Claassen, 1934
- Acroneuria hainana Wu, 1938
- Acroneuria hitchcocki Kondratieff & Kirchner, 1988
- Acroneuria internata (Walker, 1852)
- Acroneuria kirchneri Stark & Kondratieff, 2004
- Acroneuria kosztarabi Kondratieff & Kirchner, 1993
- Acroneuria lycorias (Newman, 1839)
- Acroneuria magnifica Cao & Bae, 2007
- Acroneuria morsei Du, 2000
- Acroneuria multiconata Du, 2000
- Acroneuria nobiliata Enderlein, 1909
- Acroneuria omeiana Wu, 1948
- Acroneuria ozarkensis Poulton & Stewart, 1991
- Acroneuria perplexa Frison, 1937
- Acroneuria personata Harper, 1976
- Acroneuria petersi Stark & Gaufin, 1976
- Acroneuria scabrosa Klapálek, 1917
- Acroneuria sinica Yang & Yang, 1998
- Acroneuria yuchi Stark & Kondratieff, 2004
- Acroneuria zhejiangensis Yang & Yang, 1995